# Robert Vernet-Bonfort
Robert Vernet-Bonfort est un artiste, peintre et lithographe français.

## Œuvres dans les musées
- Toiles dans de nombreux Musées de France et de l'étranger[1].
- Musée Denys-Puech : Vieille maison à Lambesc (1962)[2].